# Fatma Neslişah
Princezna Fatma Neslişah Sultan, císařská princezna Osmanské říše a princezna Egypta (nebo celým názvem Devletlu İsmetlu Fatma Neslişah Sultan Aliyyetü'ş-Şân Hazretleri; 4. února 1921, Istanbul – 2. dubna 2012, Istanbul) byla vnučka posledního osmanského chalífy Abdulmecida II. a jeho první ženy Şehsuvar Kadınefendi, a dcera prince Şehzade Ömera Faruka a jeho první ženy princezny Rukiye Sabiha Sultan.
Vyrůstala ve francouzském Nice, protože když jí byly 3 roky, příslušníci osmanské dynastie byli v souladu s republikánskými předpisy a zákony vyhoštěni z Turecka.

## Život
Roku 1940 se vdala za prince Muhammada Abdela Moneima, syna posledního egyptského chediva Abbáse II. Hilmího. Tím se stala princeznou Egypta. O dva roky dříve, Abdel Moneim, dědic 50 000 000 amerických dolarů, získal povolení od svého druhého bratrance krále Farúka I. ke svatbě s princeznou Myzejen (1909–1969), sestrou krále Zoga I. Albánského. Nicméně manželství se nikdy neuzavřelo a namísto ní se oženil s Fatmou Neslişah. Když egyptské Hnutí svobodných důstojníků v červenci 1952 sesadilo krále Farúka, vybralo si prince Abdela Moneima, aby se stal předsedou Rady Egyptské vlády, s úkolem převzít pravomoci Farúkova malého syna Fuada II. Dne 7. září 1952 byla společenství rozpuštěno, a Abdel Moneim se stal princem regentem. Neslişah de facto sloužila na základě svého postavení jako manželka prince regenta. Její málo oficiální vystupování během manželova regentství se zaměřilo na charitativní práci. Stejně jako královské choti, které jí předcházely, navštěvovala sportovní akce, jako jsou polo zápasy a v závěry mezinárodních tenisových turnajů.
Regentství prince Abdela Moneima trvalo 10 měsíců. Egyptská rada revolučního velení dne 18. června 1953 formálně zrušila monarchii. Roku 1957 byli Abdel Moneim a Neslişah zatčeni a obviněni z účasti na spiknutí proti prezidentovi Gamálovi Násirovi. Opět byli donuceni k exilu, Neslişah byla propuštěna z vězení poté, co turecký prezident zasáhl a požadoval její propuštění. Následně žila krátký čas v Evropě a poté se vrátila do rodného Turecka. Princ Abdel Moneim zemřel roku 1979 v Istanbulu, kde princezna Neslişah i nadále žila se svou dcerou Iqbal. V době její smrti byla služebně nejstarší osmanskou princeznou. Po smrti prince Burhaneddin Cema roku 2008 a prince Ertuğrul Osmana roku 2009 byla posledním žijícím členem osmanské dynastie, narozeným v osmanské éře.

## Děti
Neslişah a Abdel Moneim měli dvě děti, dceru a syna:
- princ Abbase Hilmi, oženil se 1. června 1969 v Istanbulu s Mediha Momtaz, se kterou má dceru a syna:
  - princezna Nabila Sabiha Fatima Hilmi Hanım
  - princ Nabil Daoud Abdelmoneim Hilmi Bey
- princeznu İkbal Hilmi Abdulmunim Hanımsultan, která se nevdala a nemá děti